# Jan Goossens (football, 1914)
Pour les articles homonymes, voir Jan Goossens et Goossens.
Jan Goossens est un footballeur belge né le 7 juillet 1914 à Wilrijk, Anvers (Belgique) et mort le 28 août 2001.

## Biographie
Jan Goossens est recruté en 1938 par l'Olympic club de Charleroi, en provenance de Wilrijk, district d'Anvers. Le club carolorégien vient alors d'accéder parmi l'élite. L'attaquant montre immédiatement qu'il est un redoutable buteur : il marque 26 buts en 26 journées de championnat en 1938-1939. Mais le championnat suivant est interrompu par le conflit mondial. En 1941-1942, avec le retour d'une compétition à peu près normale, il réalise 30 buts en 26 matchs. Il n'inscrit que 18 buts la saison suivante, puis il est le meilleur buteur du championnat en 1944 avec 34 réalisations en 28 rencontres, exploit qu'il renouvelle en 1948 avec 25 buts en 28 matchs.
De 1949 à 1951, il évolue au FC Lokeren où il met fin à sa carrière.

## Palmarès
- Meilleur buteur du championnat de Belgique en 1944 (34 buts) et en 1948 (25 buts)
- 196 buts en 224 matchs de championnat de Division 1 (14e meilleur buteur de tous les temps du championnat de Belgique)